# Sylwia Chmiel
Sylwia Chmiel (ur. 6 kwietnia 1991) – polska siatkarka, grająca na pozycji przyjmującej. Reprezentantka kraju kadetek i juniorek.

## Kariera sportowa
Przygodę z siatkówką rozpoczęła w szóstej klasie podstawowej. Wtedy też pojechała na rozgrywki międzyszkolne, gdzie dojrzał ją trener Jacek Rutkowski. Zaproponował jej grę w Lublinie. Gdy złapała już odpowiednie tempo, wspinała się coraz to wyżej. Po roku gry w AZS UMCS TPS Lublin otrzymała powołanie do kadry wojewódzkiej. Rok później jako reprezentantka Lubelszczyzny pojechała na Turniej Nadziei Olimpijskich w Miliczu. Podczas tego turnieju została powołana na konsultacje do SMS PZPS Sosnowiec.
Gdy była już uczennicą Szkoły Mistrzostwa Sportowego pojawiły się kolejne osiągnięcia. Od trenera Zbigniewa Krzyżanowskiego dostała powołanie do kadry narodowej juniorek. Wcześniej jednak także miała okazję reprezentować Polskę, grała w drużynie kadetek.
W 2009 roku wzięła udział wraz z reprezentacją juniorek udział w Mistrzostwach Świata w Meksyku. Polki zajęły w tym turnieju 13. miejsce.
Po ukończeniu Szkoły Mistrzostwa Sportowego przeniosła się do drugoligowej BKS Szóstki Biłgoraj.
Następnie podpisała dwuletni kontrakt z AZS KSZO Ostrowiec Świętokrzyski. W pierwszoligowej ekipie była podstawową zawodniczką.
W sezonie 2012/2013 zawodniczka AZS-em Metal-Fach Białystok. W sezonie 2013/2014 siatkarka KS Murowana Goślina.